# Alexandre Dubuque
Alexandre Dubuque (ros. Александр Иванович Дюбюк; ur. 20 lutego?/3 marca 1812 w Moskwie, zm. 27 grudnia 1897?/8 stycznia 1898 tamże) – rosyjski pianista, kompozytor i pedagog muzyczny. 

## Życiorys
Był synem francuskiego arystokraty Jeana Charlesa Louisa du Buc de Brimeau, który opuścił Francję podczas Rewolucji Francuskiej i osiadł w Rosji.
Studiował w Moskwie u Johna Fielda. Z inicjatywy Nikołaja Rubinsteina w latach 1866–1872 został profesorem Konserwatorium Moskiewskiego. Do grona jego uczniów należeli m.in. Milij Bałakiriew i Nikołaj Zwieriew. Po odejściu z Konserwatorium utrzymywał się z prywatnych lekcji gry na fortepianie. 
Dubuque był pianistą-wirtuozem. Wielokrotnie wykonywał utwory Johna Fielda. Stworzył 40 transkrypcji fortepianowych utworów Schuberta. Skomponował wiele utworów wokalnych, szczególnie romansów, które weszły do repertuaru cygańskich zespołów muzycznych. Napisał podręcznik „Technika gry fortepianowej” (1866). Opublikował też wspomnienia o Johnie Fieldzie.
Z trzech małżeństw został ojcem szesnaściorga dzieci, z których tylko sześcioro dożyło wieku dojrzałego.
Spoczął na moskiewskim cmentarzu Wagańkowskim.